# West Jordan
West Jordan é uma cidade localizada no estado norte-americano do Utah, no Condado de Salt Lake e possui uma economia mixta.

## História
West Jordan recebeu este nome dos Mórmons que chegaram ao Salt Lake Valley em 1847 liderados pelo profeta Brigham Young. Esse primeiros euro-americanos batizaram um rio próximo ao local de Jordan River, em referência ao rio de mesmo nome em Israel, assim a cidade possui o nome de West Jordan, devido a sua proximidade na margem ocidental do rio. A cidade foi fundada nos meados de 1849. Uma das primeiras serrarias na área foi fundado por Archibald Gardner em 1850. Gardner foi um mórmon devoto, cujo legado existe até hoje na moderna cidade.
Incialmente, West Jordan primariamente na agricultura, serraria e mineração para formar a base de sua economia. A primeira o primeiro curtume de couro a oeste do Rio Mississippi foi construído na cidade em 1851.
Atualmente, West Jordan é uma das cidades que mais crescem em Utah. O crescimento foi fenomenal, começando nos anos 70 e continuando desde então. Desde 1970, a população cresceu em 96.000 habitantes, de acordo com o 2010 Census.

## Geografia
De acordo com o United States Census Bureau, a cidade tem uma área de 84,1 km², onde todos os 84,1 km² estão cobertos por terra. A cidade ocupa o sudoeste do fim do Salt Lake Valley. Seu nome tem origem devido a sua proximidade ao rio Jordan, os limites da cidade começam na margem ocidental deste rio e terminam no leste da montanha Oquirrh.

### Localidades na vizinhança
O diagrama seguinte representa as localidades num raio de 8 km ao redor de West Jordan.

## Demografia
Segundo o censo nacional de 2010, a sua população é de 103 712 habitantes e sua densidade populacional é de 1 233,62 hab/km². É a quarta cidade mais populosa do Utah. Possui 31 366 residências, que resulta em uma densidade de 373,09 residências/km².

## Governo
West Jordan foi incorporada ao estado em 10 de Janeiro de 1941, atualmente é governada por Jim Ridding.

## Cidades-irmãs
- Votkinsk, Udmurtia, Rússia